# فلوريان روسو
فلوريان روسو (بالفرنسية: Florian Rousseau)‏ مواليد 3 فبراير 1974 في أورليان، هو دراج فرنسي سابق في صنف سباق الدراجات على المضمار. سبق أن شارك في دورة الألعاب الأولمبية الصيفية وفاز بعدة بميداليات أولمبية منها ثلاث ذهبية.

## الميداليات
| الميدالية | المسابقة                       |
| --------- | ------------------------------ |
| ذهبية     | الألعاب الأولمبية الصيفية 1996 |
| ذهبية     | الألعاب الأولمبية الصيفية 2000 |
| ذهبية     | الألعاب الأولمبية الصيفية 2000 |
| فضية      | الألعاب الأولمبية الصيفية 2000 |

## روابط خارجية
- فلوريان روسو على موقع أرشيف الدراجات (الإنجليزية)
- فلوريان روسو على موقع CycleBase (الإنجليزية)
- فلوريان روسو على موقع أوليمبيديا (الإنجليزية)